# Nemanja Majdov
Nemanja Majdov (serbisch-kyrillisch Немања Мајдов; * 10. August 1996 in Pale) ist ein serbischer Judoka, der bis 2012 für Bosnien und Herzegowina antrat. 2017 war Majdov der erste serbische Judo-Weltmeister.

## Sportliche Karriere
2011 gewann Majdov seinen ersten Landesmeistertitel in Bosnien und Herzegowina, damals noch im Ultraleichtgewicht. Im gleichen Jahr siegte er auch bei den Meisterschaften in den Altersklassen U17, U20 und U23, wobei er letzteren Titel im Halbleichtgewicht gewann. 2012 wuchs er dann in die Gewichtsklasse bis 73 Kilogramm hinein. 2013 wurde er serbischer U18-Meister und gewann eine Silbermedaille bei den U18-Europameisterschaften. 2014 wechselte er in die Gewichtsklasse bis 81 Kilogramm. Bei den Olympischen Jugendspielen in Nanjing belegte er den fünften Platz. Im Teamwettbewerb belegte er im nach Anton Geesink benannten gemischten Team den zweiten Platz. Einen Monat nach den Jugendspielen siegte Majdov bei den Junioren-Europameisterschaften. 2015 siegte er bei den serbischen U21-Meisterschaften und bei den Landesmeisterschaften in der Erwachsenenklasse, beide Titel gewann er auch 2016. 2016 siegte er wie 2014 bei den Junioren-Europameisterschaften.
Ende 2016 wechselte er ins Mittelgewicht, die Gewichtsklasse bis 90 Kilogramm und gewann eine Bronzemedaille bei den U23-Europameisterschaften. 2017 belegte er den siebten Platz bei den Europameisterschaften in Warschau. Am 1. September 2017 besiegte er in der ersten Runde der Weltmeisterschaften in Budapest den Kubaner Asley González. Nach vier weiteren Siegen bezwang er im Halbfinale den Ungarn Krisztián Tóth und im Finale den Slowenen Mihael Žgank. Im Jahr darauf bei den Europameisterschaften 2018 in Tel Aviv unterlag er im Finale dem Russen Michail Igolnikow. Bei den Mittelmeerspielen verlor er im Finale gegen den Spanier Nikoloz Sherazadishvili. Im September 2018 schied er bei den Weltmeisterschaften in Baku in seinem ersten Kampf gegen den Franzosen Aurélien Diesse aus. Im Mai 2019 siegte Majdov beim Grand-Slam-Turnier in Baku. Bei den Weltmeisterschaften 2019 in Tokio bezwang er im Viertelfinale Mammadali Mehdiyev aus Aserbaidschan, im Halbfinale unterlag er den Niederländer Noël van ’t End. Mit einem Sieg über den Ungarn Krisztián Tóth erkämpfte Majdov eine Bronzemedaille. Ein Jahr später erreichte Majdov das Finale bei den Europameisterschaften in Prag. Dort unterlag er Michail Igolnikow. Majdov und Igolnikow standen sich bei den Europameisterschaften 2021 in Lissabon erneut gegenüber, diesmal im Kampf um Bronze und erneut gewann Igólnikow. Bei den Olympischen Spielen in Tokio verlor Majdov im Achtelfinale gegen den Deutschen Eduard Trippel.
2022 konnte sich Majdov bei großen Meisterschaften nicht in die Medaillenränge kämpfen. 2023 siegte er beim Grand Slam in Abu Dhabi. Im November bei den Europameisterschaften in Montpellier bezwang er im Viertelfinale Krisztián Tóth, im Halbfinale den Türken Mihael Zgank und im Finale den Georgier Lascha Bekauri. Im Mai 2024 erreichte Majdov das Finale bei den Weltmeisterschaften in Abu Dhabi und unterlag dann gegen den Japaner Gōki Tajima.
Da er sich während des Olympischen Spiele 2024 beim Betreten der Kampffläche bekreuzigt hatte und er wegen des gleichen Aktion bereits 2018 und 2022 verwarnt worden war, was ihm als Verstoß gegen den Ethik-Kodex des Verbandes vorgehalten wurde, wurde er anschließend für fünf Monate gesperrt.